# 500 miles d'Indianapolis 1969

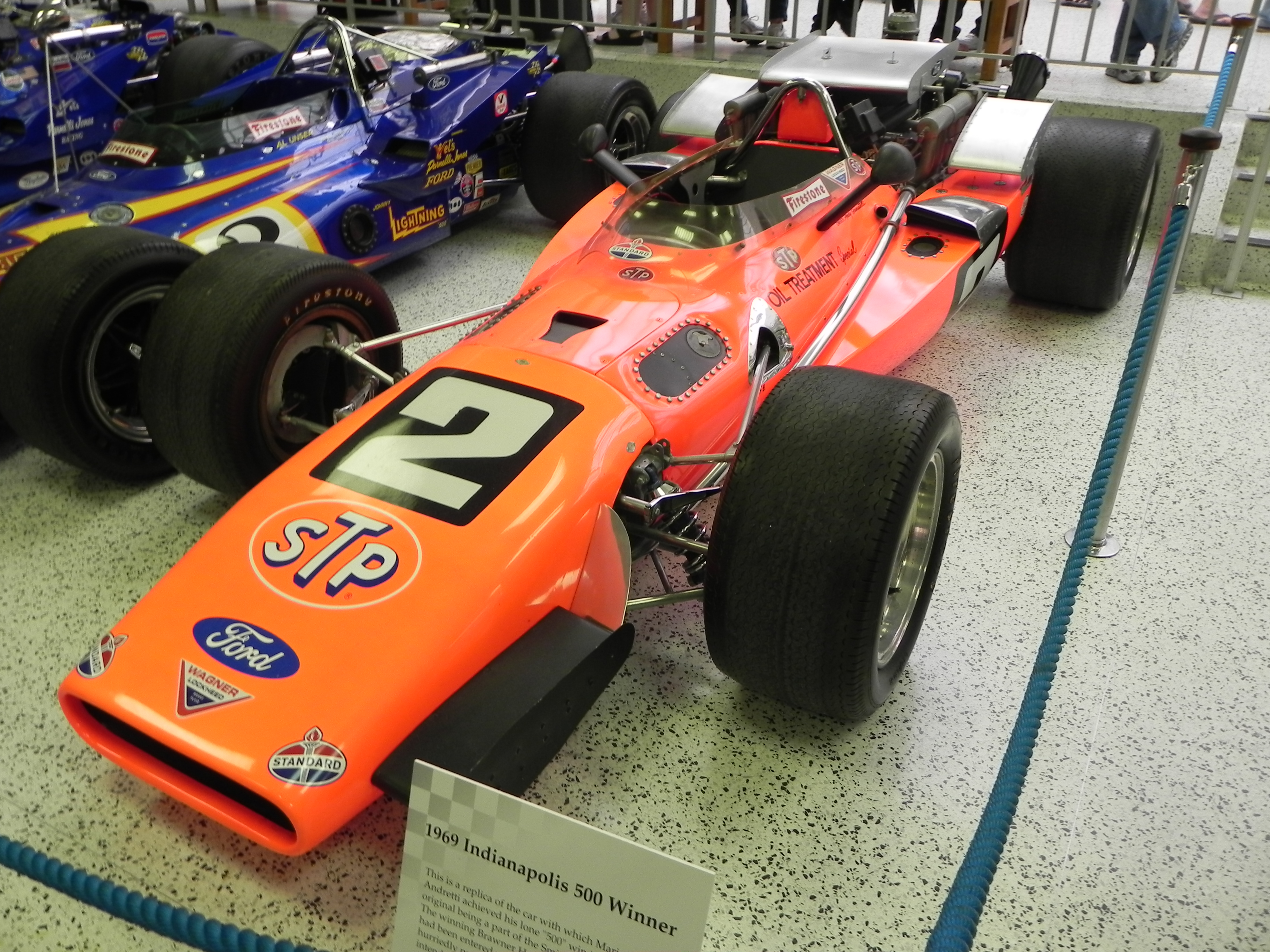
La Hawk-Ford de Mario Andretti, victorieuse de l'édition 1969 des 500 miles d'Indianapolis.

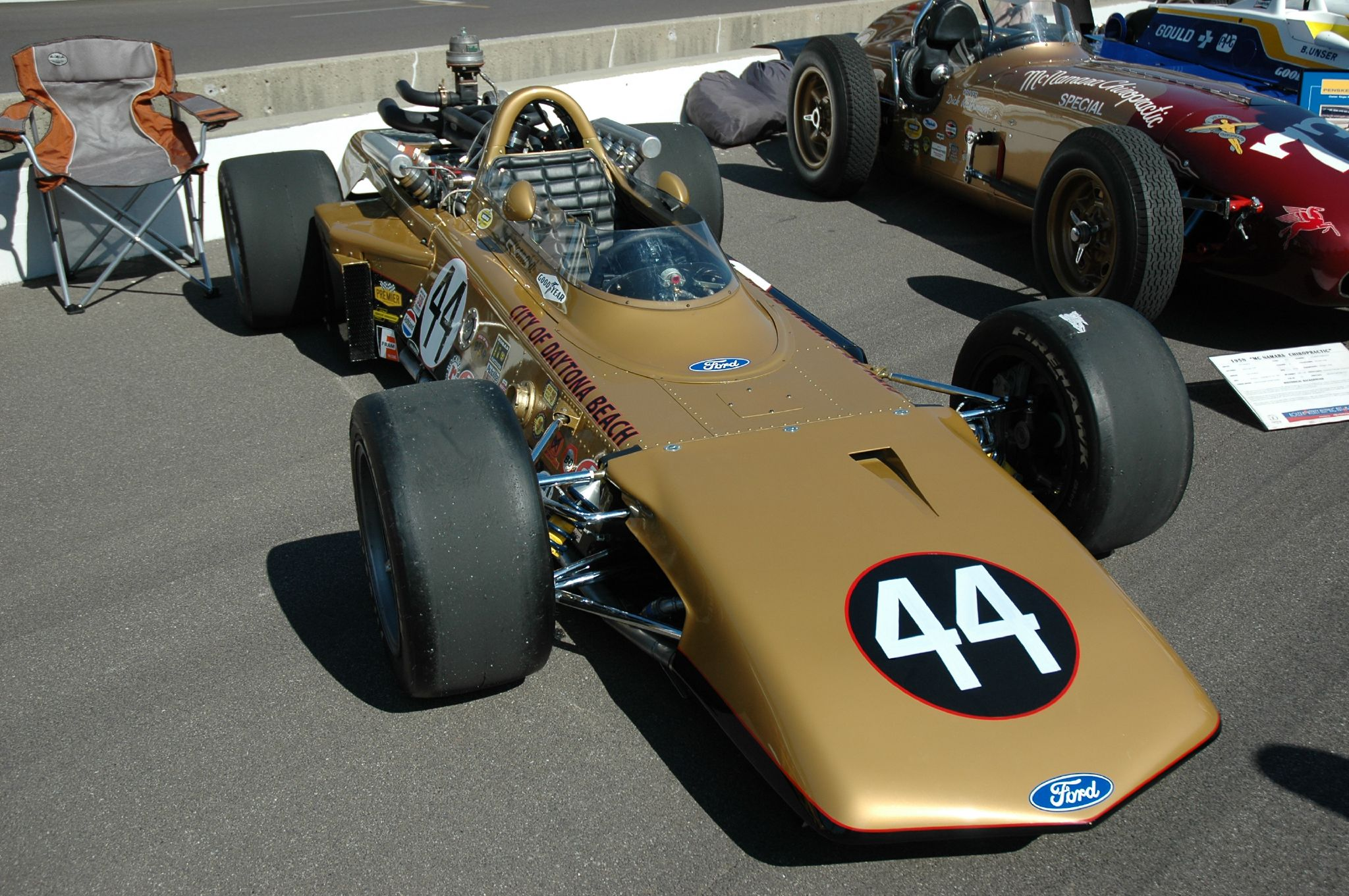
L'Eagle-Ford amenée à la 6e place finale par Joe Leonard.

Les 500 miles d'Indianapolis 1969, courus sur l'Indianapolis Motor Speedway et organisés le vendredi 30 mai 1969, ont été remportés par le pilote américain Mario Andretti sur une Hawk-Ford.

## Grille de départ
| Ligne | Intérieur        | Milieu            | Extérieur         |
| 1     | A. J. Foyt       | Mario Andretti    | Bobby Unser       |
| 2     | Mark Donohue     | Gordon Johncock   | Roger McCluskey   |
| 3     | Jim McElreath    | LeeRoy Yarbrough  | Gary Bettenhausen |
| 4     | Dan Gurney       | Joe Leonard       | Art Pollard       |
| 5     | Jim Malloy       | Sonny Ates        | George Snider     |
| 6     | Ronnie Bucknum   | Johnny Rutherford | Bud Tingelstad    |
| 7     | Wally Dallenbach | Lloyd Ruby        | Arnie Knepper     |
| 8     | Mike Mosley      | Sammy Sessions    | Mel Kenyon        |
| 9     | Denny Hulme      | Bill Vukovich II  | George Follmer    |
| 10    | Bruce Walkup     | Jack Brabham      | Carl Williams     |
| 11    | Larry Dickson    | Bobby Johns       | Peter Revson      |

La pole a été réalisée par A. J. Foyt à la moyenne de 274,503 km/h. Il s'agit également du meilleur temps des qualifications.

## Classement final
| no | Pilote             | Voiture               | Tours | Temps/Abandon       |
| 1  | Mario Andretti     | Hawk III-Ford         | 200   |                     |
| 2  | Dan Gurney         | Eagle-Weslake         | 200   |                     |
| 3  | Bobby Unser        | Lola-Offenhauser      | 200   |                     |
| 4  | Mel Kenyon         | Gerhardt-Offenhauser  | 200   |                     |
| 5  | Peter Revson (R)   | Brabham-Repco         | 197   |                     |
| 6  | Joe Leonard        | Eagle-Ford            | 193   |                     |
| 7  | Mark Donohue (R)   | Lola-Offenhauser      | 190   |                     |
| 8  | A. J. Foyt         | Coyote-Ford           | 181   |                     |
| 9  | Larry Dickson      | Vollstedt-Ford        | 180   |                     |
| 10 | Bobby Johns        | Shrike-Offenhauser    | 171   |                     |
| 11 | Jim Malloy         | Vollstedt-Offenhauser | 165   |                     |
| 12 | Sammy Sessions     | Finley-Offenhauser    | 163   |                     |
| 13 | Mike Mosley        | Eagle-Offenhauser     | 162   | moteur              |
| 14 | Roger McCluskey    | Coyote-Ford           | 157   | mécanique           |
| 15 | Bud Tingelstad     | Lola-Offenhauser      | 155   | moteur              |
| 16 | George Snider      | Coyote-Ford           | 152   |                     |
| 17 | Sonny Ates (R)     | Brabham-Offenhauser   | 146   | mécanique           |
| 18 | Denny Hulme        | Eagle-Ford            | 145   | embrayage           |
| 19 | Gordon Johncock    | Gerhardt-Offenhauser  | 137   | moteur              |
| 20 | Lloyd Ruby         | Mongoose-Offenhauser  | 105   | réservoir d'essence |
| 21 | Wally Dallenbach   | Eagle-Offenhauser     | 82    | embrayage           |
| 22 | Arnie Knepper      | Cecil-Ford            | 82    | accident            |
| 23 | LeeRoy Yarbrough   | Vollstedt-Ford        | 65    | mécanique           |
| 24 | Jack Brabham       | Brabham-Repco         | 58    | allumage            |
| 25 | Carl Williams      | Gerhardt-Offenhauser  | 50    | embrayage           |
| 26 | Gary Bettenhausen  | Gerhardt-Offenhauser  | 35    | moteur              |
| 27 | George Follmer (R) | Gilbert-Ford          | 26    | moteur              |
| 28 | Jim McElreath      | Hawk II-Offenhauser   | 24    | incendie            |
| 29 | Johnny Rutherford  | Eagle-Offenhauser     | 24    | réservoir d'huile   |
| 30 | Ronnie Bucknum     | Eagle-Offenhauser     | 16    | moteur              |
| 31 | Art Pollard        | Lotus-Offenhauser     | 7     | mécanique           |
| 32 | Bill Vukovich II   | Mongoose-Offenhauser  | 1     | mécanique           |
| 33 | Bruce Walkup (R)   | Gerhardt-Offenhauser  | 0     | transmission        |

Un (R) indique que le pilote était éligible au trophée du "Rookie of the Year" (meilleur débutant de l'année), attribué à Mark Donohue.

## Sources
- (en) Résultats complets sur le site officiel de l'Indy 500